# Revista Multicolor de los Sábados
La Revista Multicolor de los Sábados fue un suplemento literario publicado dentro de las páginas del periódico sensacionalista Crítica de Buenos Aires. Dirigido por Jorge Luis Borges y Ulyses Petit de Murat, contó entre sus 8 páginas semanales con las colaboraciones de ambos, en forma de críticas, reseñas y colaboraciones creativas. La publicación fue una iniciativa del director del periódico, Natalio Félix Botana, cuyo objetivo era competir con los suplementos literarios de La Prensa y La Nación. 
La Revista Multicolor, en sus dos años de vida, presentó a sus lectores una variada, ecléctica y cambiante cantidad de materiales, tanto literarios como pictóricos, y fue donde Borges publicó sus primeros textos de ficción.
Por sus páginas pasaron ilustradores como Parpagnoli, Güida, Premiani, Rechain, Sorozóbal y colaboradores como los hermanos Dabove, Vicente Rossi, Enrique Amorim, Carlos Pérez Ruiz, Pablo Rojas Paz, Guillermo Juan Borges, Juan José Morosoli, Raúl González Tuñón, Manuel Alcobre, Néstor Ibarra, Eduardo Ortiz Behety, Enrique González Trillo, Francisco Espínola, Víctor Juan Guillot, Enrique Mallea, Roberto Ortelli, Monteiro Lobato, Ildefonso Pereda Valdés, José Luis Morosoli, Margarita Armasseva, Demetrio Zadán, Enrique Puga Sabaté, E. Villalba Welsh, Horacio Rega Molina, Norah Lange, Guillermo Enrique Hudson, etc.